# 吴长海
吴长海（1954年2月—），辽宁新民人，中国人民解放军中将。中国共产党第十八届中央委员会候补委员。

## 生平
中国人民解放军国防大学毕业。1972年入伍，历任陆军第十六集团军第四装甲师政治部主任、政治委员，陆军第十六集团军第四十六摩步师政治委员。2002年任陆军第二十三集团军政治部主任，2003年任陆军第二十三集团军善后办政治委员，2005年8月任陆军第四十集团军政治部主任，12月任陆军第四十集团军副政治委员兼纪委书记，2008年任沈阳军区联勤部政委，2010年任南京军区政治部主任，2014年12月任南京军区副政委，2016年1月至2017年1月任南京军区善后办政委。
2012年7月晋升中将军衔。